# Diga dei Cavagnoli
La diga dei Cavagnoli è una diga ad arco situata nel Canton Ticino, in Svizzera.

## Descrizione
Ha un'altezza di 111 metri e il coronamento è lungo 320 metri. Il volume della diga è di 223.000 metri cubi.
Il lago creato dallo sbarramento, il lago dei Cavagnöö ha un volume massimo di 29 milioni di metri cubi, una lunghezza di 400 metri e un'altitudine massima di 2310 m s.l.m. Lo sfioratore ha una capacità di 36 metri cubi al secondo.
Le acque del lago vengono sfruttate dall'azienda OFIMA SA.

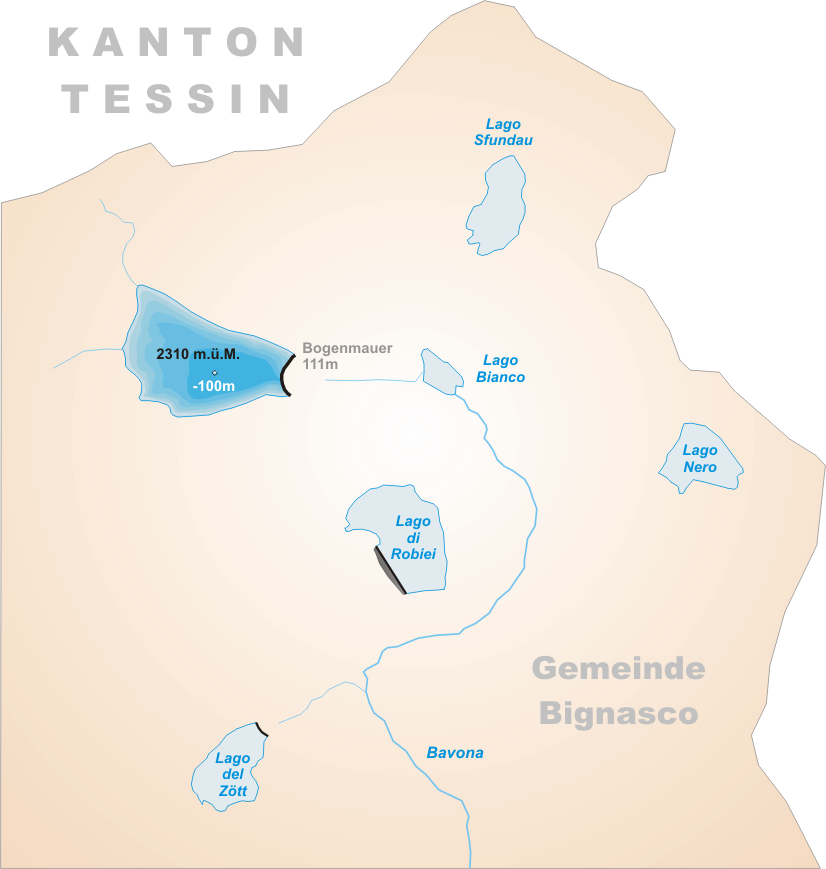
Mappa del lago